# Liste der Universitäten in Afrika
Die Liste der Universitäten in Afrika gibt einen Überblick über alle Universitäten und Hochschulen in Afrika nach Ländern geordnet. Weitergehende Informationen wie Gründungsjahr, Studentenzahlen etc. werde nicht hier eingetragen, sondern sofern vorhanden, in die jeweiligen Teillisten der einzelnen Länder.

## Ägypten
- Ain-Schams-Universität Kairo
- Universität Alexandria Alexandria
- al-Azhar-Universität Kairo
- al-Fayyum-Universität Kairo
- al-Minya-Universität Kairo
- American University in Cairo
- Universität Assiut Assiut
- Bani-Suwayf Universität Kairo
- Universität Benha Banha
- British University in Egypt
- Dar Comboni Institute for Arabic Studies
- German University in Cairo
- Helwan-Universität Kairo
- Universität Kairo Kairo
- Nil-Universität
- Universität Port Said Port Said
- Mansoura-Universität
- Minufiya-Universität Minufiya
- South Valley University
- Sueskanal-Universität Sues
- Université Française d’Égypte
- Universität Tanta Tanta
- Universität Zagazig Zagazig

zur erweiterten Übersicht siehe Liste der Universitäten in Ägypten

## Algerien
- Ouargla University
- Université Abou Bekr Belkaid Tlemcen
- Université Amar Telidji de Laghouat
- Université d’Alger
- Université de Batna
- Université de Béjaia
- Université de Blida
- Université Ibn Khaldoun de Tiaret
- Université de JIJEL
- Université de Mostaganem
- Université M'hamed Bouguerra de Boumerdes
- Wahran-Universität Wahran

## Angola
- Agostinho Neto University, Luanda und Huambo
- Universidade Independente de Angola, Luanda
- Katholische Universität von Angola, Luanda
- Universität Lusíada, Luanda, Benguela und Cabinda
- Jean Piaget Universität von Angola, Luanda und Benguela
- Universidade Metodista de Angola
- Universidade Metropolitana
- Universidade Privada de Angola
- Universidade Oscar Ribas
- Universidade de Belas
- Universidade Gregorio Semedo
- Universidade Tecnica de Angola
- Universidade José Eduardo dos Santos, in Huambo
- Instituto Superior Politécnico do Huambo
- Universidade Katyavala Bwila
- Instituto Superior Politécnico do Cazenga

zur erweiterten Übersicht siehe Liste der Universitäten in Angola

## Äquatorialguinea
- Université Catholique de l'Afrique Central (UCAC)

## Äthiopien
- Universität Addis Abeba
- Universität Haromaya, Oromiyaa
- Universität Bahir Dar, Amhara
- Universität Debub, Awassa
- Universität Mekelle, Tigray
- Universität Jimma, Oromiyaa
- Unity College, Addis Abeba
- Handelshochschule Addis Abeba
- Holy Trinity Theological College, Addis Abeba
- Ambo College of Agriculture, Oromiyaa
- Universität Adama, Oromiyaa
- Gonder College der biologischen Medizin, Amhara
- Adventistisches College Awasa
- College für Wassertechnologie Arba Minch
- Universität Hawasa
- Institut für Fernstudien Alfa, Harar
- Agro-Technisches Trainings-College, Harar
- Lehrerbildungsanstalt Kotoebe
- Hochschule für Aufbaustudien der Telekommunikation und Informationstechnologie (GSTIT)

zur weiteren Übersicht siehe auch Liste der Hochschulen in Äthiopien

## Benin
- Ecole du Patrimoine Africain
- Université d’Abomey-Calavi, Cotonou
- Université de Parakou
- Université des Sciences et Technologies du Bénin, Cotonou und Porto Novo

zur weiteren Übersicht siehe auch Liste von Hochschulen in Benin

## Botswana
- University of Botswana
- Botswana International University of Science and Technology
- Botho University

zur weiteren Übersicht siehe auch Liste der Hochschulen in Botswana

## Burkina Faso
- Universität Ouagadougou
- Université Polytechnique de Bobo-Dioulasso
- Université de Koudougou
- Université de Ouagadougou II
- Université Catholique de l’Afrique de l’Ouest (UCAO)

## Burundi
- University of Burundi

## Dschibuti
- Université de Djibouti

## Elfenbeinküste
- Institut Supérieur de Technologie de Côte d’Ivoire, Abidjan
- Universität Félix Houphouët-Boigny
- Université d’Abobo-Adjamé
- Université de Bouaké
- Université des Sciences et Technologies de Côte d’Ivoire, Abidjan
- Université Catholique de l’Afrique de l’Ouest (UCAO)

## Eritrea
- University of Asmara

## Eswatini
- Limkokwing University of Creative Technology
- University of Eswatini

zur erweiterten Übersicht siehe Liste der Hochschulen in Eswatini

## Gabun
- Université Catholique de l'Afrique Central (UCAC)
- Université Omar Bongo

## Gambia
- University of the Gambia, Serekunda-Kanifing
- Gambia College, Brikama
- Gambia Hotel School (GHS)
- Gambia Technical Training Institute, Serekunda-Kanifing
- International Business College, Bakau
- Management Development Institute (MDI), Serekunda-Kanifing
- Rural Development Institute (RDI)

zur erweiterten Übersicht siehe Liste der Universitäten und Hochschulen in Gambia

## Ghana
- Ashesi University (AU)
- Central University College (CUC)
- Kwame Nkrumah University of Science and Technology
- University of Cape Coast
- University of Ghana
- Valley View University

zur erweiterten Übersicht siehe Liste der Universitäten in Ghana

## Guinea
- Universität Conakry (UGANC)
- Universität General Lansana Conté (UGLCS)
- Kofi-Annan-Universität von Guinea (UKAG)
- Thierno-Amadou-Diallo-Universität (UTAD)
- Université Catholique de l’Afrique de l’Ouest (UCAO)

## Guinea-Bissau
- Universidade Amílcar Cabral
  - Faculdade de Direito Bissau
- Faculdade de Medicina Bissau
- Universidade Colinas de Boé
- Universidade Lusófona (Außenstelle der gleichnamigen Universität in Portugal)
- Instituto Jean Piaget (Außenstelle des portugiesischen Instituto Jean Piaget)

zur erweiterten Übersicht siehe Liste der Universitäten in Guinea-Bissau

## Kamerun
- Universität Buea
- Universität Douala
- Université de Dschang
- Université de Ngaoundéré
- Universität Yaoundé
- Université Catholique de l'Afrique Centrale (UCAC)

zur erweiterten Übersicht siehe Liste der Universitäten in Kamerun

## Kanarische Inseln
- Universidad de La Laguna

## Kap Verde
- Université Catholique de l’Afrique de l’Ouest (UCAO)

zur erweiterten Übersicht siehe Liste der Universitäten in Kap Verde

## Kenia
- Adventist University of Africa, Nairobi
- Africa Nazarene University, Nairobi
- Aga Khan University, Nairobi
- Catholic University of Eastern Africa, Nairobi
- Daystar University, Nairobi
- University of Eastern Africa, Baraton
- Egerton University, Njoro
- Genco University, Nairobi
- Jomo Kenyatta University of Agriculture and Technology, Nairobi
- Kabarak University, Kabarak
- KCA University, Nairobi
- Kenya Methodist University, Meru
- Kenyatta University, Nairobi
- Kimathi University College of Technology, Nyeri
- Kiriri Women's University of Science and Technology, Nairobi
- Maseno University, Maseno
- Masinde Muliro University of Science and Technology, Kakamega
- Moi University, Eldoret
- Mt Kenya University, Thika
- University of Nairobi, Nairobi
- Pan Africa Christian University, Nairobi
- Presbyterian University of East Africa, Kikuyu
- St. Paul’s University, Limuru
- Strathmore University, Nairobi
- United States International University, Nairobi

Zur erweiterten Übersicht siehe Liste der Universitäten in Kenia

## Demokratische Republik Kongo
- Université de Mbujimayi, Fondation Cardinal Malula
- Université Notre-Dame du Kasayi (UKA)
- Université Catholique du Graben (UCG)
- Université catholique de Bukavu (UCB)
- Facultés Catholiques de Kinshasa (FACKIN)
- Université protestante au Congo
- Université St. Augustin (USAKIN)

## Republik Kongo
- Université Marien Ngouabi (UMNG), Brazzaville
- Université libre du Congo (ULC), Brazzaville
- Technologiecampus der Université Catholique de l'Afrique Central (UCAC) (mit Hauptsitz in Yaoundé, Kamerun), Pointe-Noire

## Lesotho
- National University of Lesotho (NUL), Roma

zur erweiterten Übersicht siehe Liste der Hochschulen in Lesotho

## Liberia
- A.M.E. Zion University
- College of West Africa (CWA)
- Cuttington University College
- University of Liberia
- Stella Maris Polytechnic
- United Methodist University of Liberia (UMU)
- William V. S. Tubman University

zur erweiterten Übersicht, siehe Liste der Universitäten und Hochschulen in Liberia

## Madagaskar
- Université d’Antananarivo
- Catholic University of Madagascar (UCMA)

## Malawi
- Universität Malawi
- Universität Mzuzu
- Catholic University of Malawi (CUNIMA)

zur weiteren Übersicht siehe auch Liste der Hochschulen in Malawi

## Mali
- Université Catholique de l’Afrique de l’Ouest (UCAO)
- Université de Bamako (Université du Mali)
- University of Sankore at Timbuktu
- University of Timbuktu

zur erweiterten Übersicht siehe Liste der Universitäten in Mali

## Marokko
- Ecole Mohammadia d’Ingénieurs
- Mohammed-V.-Universität in Rabat
- Hassan II Ain Chok-Universität in Casablanca
- Hassan II Mohammedia-Universität in Mohammedia
- Sidi Mohammed Benabdellah-Universität in Fez
- Mohammed Premier-Universität in Oujda
- Moulay Ismail-Universität in Meknès
- Cadi-Ayyad-Universität in Marrakech
- Ibnou Zohr-Universität in Agadir
- Chouaib Doukkali-Universität in El Jadida
- Hassan Premier-Universität in Settat
- Ibn Tofail-Universität in Kenitra
- Abdelmalek Essaâdi-Universität in Tétouan
- Al Akhawayn-Universität in Ifrane
- Universität al-Qarawīyīn in Fez
- Soultan Moulay Sliman-Universität

zur erweiterten Übersicht siehe Liste der Universitäten in Marokko

## Mauretanien
- Université Catholique de l’Afrique de l’Ouest (UCAO)
- University of Nouakchott
- Ecole Normale Supérieure de Nouakchott
- Institut Supérieur d’Etudes Professionnelles (ISEP)
- Mauritanian Institute for Oceanographic Research and Fisheries (IMROP)

zur erweiterten Übersicht siehe Liste der Universitäten in Mauretanien

## Mauritius
- University of Mauritius
- Université Catholique du Mozambique (CUMO)

zur erweiterten Übersicht siehe Liste der Universitäten in Mauritius

## Mosambik
- Universidade Eduardo Mondlane, Maputo
- Universidade Pedagogica, Maputo
- Universidade Catolica de Mocambique, Beira
- Universidade Jean Peaget de Mocambique
- Universidade Lurio
- Universidade Politecnica
- Universidade Sao Tomas
- Universidade Zambeze
- Universidade Tecnica de Mocambique
- Universidade Mussa Bin Bique
- Instituto Superior de Ciencias de Saude
- Instituto superior Politecnica de Manica
- Instituto Superior de Ciencias e Tecnologias de Mocambique
- Instituto Superior de Transportes e Comunicacoes
- Escola Superior de Economia e Gestao
- Universidade Pedagógica Sagrada Família

zur erweiterten Übersicht siehe Liste der Universitäten in Mosambik

## Niger
- Abdou-Moumouni-Universität Niamey
- André-Salifou-Universität Zinder
- Boubacar-Ba-Universität Tillabéri
- Dan-Dicko-Dankoulodo-Universität Maradi
- Djibo-Hamani-Universität Tahoua
- Islamische Universität Say
- Universität Agadez
- Universität Diffa
- Universität Dosso

## Ruanda
- Université nationale du Rwanda
- University of Rwanda

zur erweiterten Übersicht siehe Liste von Universitäten in Ruanda

## Sambia
- Copperbelt University
- University of Zambia
- Cavendish University Zambia
- Mulungushi University
- National Institute of Public Administration
- Northrise University
- Zambia Catholic University
- Zambian Open University

zur erweiterten Übersicht siehe Liste der Universitäten in Sambia

## São Tomé und Príncipe
- Instituto Superior Politécnico (ISP) (polytechnische Fachhochschule)
- Instituto Universitário de Contabilidade, Administração e Informática (IUCAI) (Hochschule für Rechnungswesen, Verwaltung und Informationstechnik)
- Universidade Lusíada (Außenstelle der portugiesischen Universität Lusíada)
- Universidade Pública de São Tomé e Príncipe (staatliche Universität, im Aufbau)

zur erweiterten Übersicht siehe Liste der Universitäten in São Tomé und Príncipe

## Senegal
- Université Catholique de l’Afrique de l’Ouest (UCAO)
- ISM Dakar
- Université du Sahel
- Suffolk University Dakar Campus
- Université Cheikh Anta Diop de Dakar
- Université Gaston Berger de Saint-Louis
- Université de Thiés
- Université Polytechnique de l’Ouest Africain (UPOA)
- Université Ziguinchor

## Seychellen
- Seychelles Polytechnic

zur erweiterten Übersicht siehe Liste der Universitäten auf den Seychellen

## Somalia
- Amoud-Universität, Boorama
- Universität von Gedo, Baardheere
- Universität von Hiiraan, Beledweyne
- Hochschule Boosaaso, Boosaaso
- Nationale Universität Somalias, Mogadischu
- Universität von Nugaal, Las Anod
- Ostafrikanische Universität, Boosaaso
- Plasma Universität, Mogadischu
- Polytechnische Universität Bardera, Bardera
- Staatliche Universität Puntland, Garoowe
- Technische Universität Somaliland, Hargeysa
- Universität Baidoa, Baidoa
- Universität Benadir, Mogadischu
- Universität Burao, Burao
- Universität Hargeysa, Hargeysa
- Universität Kismaayo, Kismaayo
- Universität Mogadischu, Mogadischu

zur erweiterten Übersicht siehe Liste der Universitäten in Somalia

## Südafrika
- Universität des Freistaates, Bloemfontein, Phuthaditjhaba
- Universität Fort Hare, Alice, East London, Bisho
- Rhodes-Universität, Grahamstown
- Universität Kapstadt, Kapstadt
  - South African College of Music, Rondebosch
- Universität von KwaZulu-Natal, Durban, Pietermaritzburg, Westville
- Universität Limpopo, Medunsa, Sovenga
- Nordwest-Universität, Potchefstroom, Mafikeng, Vanderbijlpark und Mankwe
- Universität Pretoria, Pretoria
- Universität Stellenbosch, Stellenbosch
- Universität des Westkaps, Kapstadt-Bellville
- Witwatersrand-Universität, Johannesburg
- Universität Johannesburg, Johannesburg
- Nelson Mandela University, Port Elizabeth, George
- Universität von Südafrika, Pretoria
- Universität Venda, Thohoyandou
- Walter-Sisulu-Universität, Mthatha, East London, Queenstown und Butterworth
- Universität Zululand, KwaDlangezwa bei Empangeni
- Monash South Africa, Roodepoort
- Technische Universität Tshwane, Pretoria (Tshwane), Nelspruit, Polokwane, eMalahleni
- Central University of Technology, Bloemfontein
- Mangosuthu Technikon, Umlazi
- Technische Universität Durban
- Cape Peninsula University of Technology
- Technische Universität Vaal
- St. Augustine College of South Africa

zur erweiterten Übersicht siehe auch Liste der Universitäten in Südafrika

## Sudan
- Academy of Medical Sciences (Sudan)
- Academy of Medical Sciences and Technology, Khartoum
- Ahfad Universität für Frauen
- Islamische Universität Omdurman
- Khartoum College Of Medical Sciences
- Mycetoma Research Centre
- Omdurman Ahlia Universität
- Sudan Bayan College Science and Technology
- The College of Engineering Sciences at Sudan University
- The College of Languages at Sudan University of Science and Technology
- Universität al-Jazirah
- Universität Khartum
- Universität Kordofan
- Universität Sudan für Wissenschaft und Technologie

## Südsudan
- Katholische Universität von Südsudan
- Universität Juba

## Tansania
- International Medical & Technological University
- Tumaini University
- Teofilo Kisanji University (TEKU)
- University of Arusha
- University of Dar es Salaam
- Mzumbe University
- St.-Augustinus-Universität Tansania (SAUT)

## Togo
- Université du Bénin
- Université Catholique de l’Afrique de l’Ouest (UCAO)
- Université des sciences et technologies du Togo (UST-TG)

## Tschad
- Université Catholique de l'Afrique Central (UCAC)

## Tunesien
- Université du 7 Novembre à Carthage
- Université de Gabès
- Université de Gafsa
- Université de Jendouba
- Université de Kairouan
- Université de la Manouba
- Université de Monastir
- Université de Tunis
- Université de Tunis El Manar
- Université de Sfax
- Université de Sousse
- Université Ezzitouna
- Université Libre de Tunis

## Uganda
- Bugema University
- Mbale Islamic University
- Kyambogo University, Institute of Teacher Education Kyambogo
- Makerere-Universität
- Universität Mbarara
- Uganda Christian University
- Uganda Martyrs University (Université Martyrs de l'Uganda (UMU))
- Mountains of the Moon University (Fort Portal)

zur erweiterten Übersicht siehe Liste der Hochschulen in Uganda

## Zentralafrikanische Republik
- Université de Bangui
- Université Catholique de l'Afrique Central (UCAC)

## Andere
- African Virtual University